# Глухий ясенний боковий одноударний
Глухий ясенний боковий одноударний — приголосний звук, що існує в деяких людських мовах. Символ МФА, що представляє цей звук — ⟨ɺ̥⟩, комбінація перегорнутої малої літери ⟨r⟩ з літерою ⟨l⟩ та діакритикою глухості.

## Особливості
- Спосіб творення — одноударний, тобто одним м'язовим скороченням один артикулятор коротко ударяється об інший.
- Місце творення — ясенне, тобто звук артикулюється кінчиком або передньою спинкою язика проти ясенного бугорка.
- Тип фонації — глуха, тобто цей звук вимовляється без вібрації голосових зв'язок.
- Це ротовий приголосний, тобто повітря виходить крізь рот.

- Це боковий приголосний, тобто повітря проходить по боках язика, а не по центру.
- Механізм передачі повітря — егресивний легеневий, тобто під час артикуляції повітря виштовхується крізь голосовий тракт з легенів, а не з гортані, чи з рота.

## Поширеність
| Мова    | Мова     | Слово        | МФА          | Значення | Примітки                                                    |
| ------- | -------- | ------------ | ------------ | -------- | ----------------------------------------------------------- |
| Кару    | Хоходене | [ɺ̥je.ˈtɐ̃.hə͂] | [ɺ̥je.ˈtɐ̃.hə͂] | 'те'     | Взаємозамінний з ясенним одноударним. Розрізняються /ɺ̥, ɺ/. |
| Явітеро | Явітеро  | -            | -            | -        | Розрізняються /ɾ, r, ɺ̥, ɺ/.                                 |